# Paulsen Mountains
Paulsen Mountains är ett berg i Antarktis. Det ligger i Östantarktis. Norge gör anspråk på området. Toppen på Paulsen Mountains är 1 823 meter över havet.
Terrängen runt Paulsen Mountains är huvudsakligen kuperad, men åt nordost är den platt. Terrängen runt Paulsen Mountains sluttar norrut. Trakten är obefolkad. Det finns inga samhällen i närheten. 